# Plasq
plasqとはアメリカ合衆国、オーストラリア、スイス、ノルウェー、フランスのソフトウェア開発者とユーザーインターフェースデザイナーを擁する世界的なソフトウェアLLCである。主にmacOSやiOS向けに開発しているが、コミックライフではMicrosoft Windowsバージョンもリリースしている。

## 歴史
世界的なLLCであるplasqはオーストラリアのメルボルンでクリス・ピアソンとケイス・ラングが創業。現在本社はアメリカ合衆国に置いているものの、社員はいろいろな国に散らばっている。勤務自体は完全にインターネット上で行なっており、例えば社員同士かなり遠くに離れているためチャットルームを通してコミュニケーションを取らなければならない。加えて、自社製品の販売は全てインターネット上のみであるが、コミックライフに関しては例外でFreeverseよりパッケージ販売されている。創業当初オーディオ関連ソフトウェアの開発に力を入れていたがその後多くの他のジャンルに進出している。2010年初めにピアソンとラングはplasqを退社し、Skitch, Incを立ちあげ、現在Skitchというスクリーンショットマークアップソフトウェアを開発している。

## 製品

### コミックライフ
コミックライフ(Comic Life)とは漫画や類似する文書の作成をするためのアプリケーションソフトウェアである。印刷やエクスポート、MobileMeへのアップロードも可能。Comic Life Magiqというプロバージョンもある。

#### Comic Touch
Comic Touchとは画像編集を行うiOSアプリケーションで、セリフの吹き出しだけでなくキャプションやエフェクトを加えることができる。

### Doozla
DoozlaとはMac OS X対応の子供向けお絵かきソフトである。大きなアイコンと音声ナビゲーションで子どもたちに使いやすいようになっており、多数のモードが使用出来る事で空白のキャンバスに絵を描いたり、異なる背景画像を挿入したり、Webカメラから画像を読み込むことができる。

### Skitch
Skitchとはスクリーンショット編集及び共有ユーティリティでMac OS Xに対応している。当初plasqが開発していたが現在別会社のSkitch, Incが手がけている。画像にシェイプやテキストを追加したり、インターネット上で共有することができる。また画像を数種類のグラフィックファイルフォーマットで保存することも可能。2011年8月18日にSkitchはEvernoteに買収された。EvernoteはこのアプリケーションをiOSとAndroidに無料で配布しているが、Windows 8 Metro版もある。